# 牙买加芒果蜂鸟
牙买加芒果蜂鸟（学名：Anthracothorax mango），是雨燕目蜂鸟科的一种鸟类。
牙买加芒果蜂鸟体重约8.3克，翼长约68.4毫米，嘴峰长约28.6毫米，喙宽度约2.5毫米，喙厚度约2.3毫米，跗蹠长约5.9毫米，尾长约42毫米。牙买加芒果蜂鸟在其分布区内为留鸟，其栖息在半开放的高大树木组成的森林中，食性为草食性，主要食物来源是植物的花蜜。
牙买加芒果蜂鸟是牙买加特有物种。该物种是单型物种，没有亚种分化。